# Miner becut roquer
El miner becut roquer (Ochetorhynchus andaecola) és una espècie d'ocell en la família Furnariidae.
La hi troba a l'Argentina, Bolívia, i Xile. El seu hàbitat natural són les zones de matoll subtropicals o tropicals de gran altitud i prades subtropicals o tropicals de gran altitud.